# Walker (Kalifornia)
Walker – jednostka osadnicza w Stanach Zjednoczonych, w stanie Kalifornia, w hrabstwie Mono.